# Александар Тирнанић
Александар Тирнанић Тирке (Крњево, 15. јул 1910 — Београд, 13. децембар 1992) био је српски и југословенски фудбалер, након играчке каријере био је тренер и селектор фудбалске репрезентације Југославије.

## Каријера
Рођен 15. јула 1910. године у Крњеву (општина Велика Плана), Тирнанић је још увек био у повоју када се његова радничка породица преселила у Београд. Није ни упамтио оца, металског фабричког радника, који је погинуо 1914, као војник Војске Краљевине Србије у Првом светском рату.
Одгајан од стране самохране мајке, која је убијена 1944. године у савезничком бомбардовању Београда, млади Тирке је убрзо развио љубав према фудбалу, који је вежбао на теренима око Баре Венеције на десној обали Саве. Ту га је уочио тренер Раденко Митровић који га је довео у подмладак тима СК Југославија. Међутим, Тирнанић је убрзо одлучио да пређе у ривалски ФК Београдски Спорт Клуб (БСК), где се временом развио у импозантно десно крило. Схвативши свој таленат, убрзо је напустио школу и потпуно се посветио фудбалу.
Са 17 година дебитовао је за сениорски тим; као темпераментан играч убрзо је чинио тандем са Мошом Марјановићем.
Тирнанић је провео целу професионалну каријеру у клубу БСК, за који је одиграо 500 утакмица. Са клубом је освојио пет титула у првенству Југославије.
Пре рата, Тирнанић се дружио са студентима револуционарних склоности. Није био члан, али се знало да је симпатизер револуционарног радничког покрета. Познавао је Кочу Поповића, Иву Лолу Рибара, а дружио се са Веселином Маслешом. Носио је поверљива писма Комунистичке партије Југославије (КПЈ) у Париз. Дискретан, никад није питао шта је, али је знао да је то важно и поверљиво. Био је један од најпопуларнијих спортиста који је подржао акцију напредних људи да се бојкотују Олимпијске игре 1936. у Хитлеровом Берлину.

## Репрезентација
За репрезентацију Краљевине Југославије одиграо је 50 утакмица и постигао 12 голова у периоду од 1929. до 1940. године. Дебитовао је 6. октобра 1929. у утакмици Балканског купа против Румуније (1:2) у Букурешту, а први гол је постигао 13. априла 1930. против Бугарске (6:1) у Београду у оквиру истог такмичења. Последњу утакмицу у дресу националног тима одиграо је 31. марта 1940. у утакмици Дунавског купа против Румуније (1:2) у Београду.
На Светском првенству у фудбалу 1930. у Уругвају, Тирнанић је са непуних 20 година (дан пре свог 20. рођендана) постигао гол што га је уврстило међу играче који су најмлађи постигли гол.
Као селектор саставио је 102 државне репрезентације. Тренирао је југословенски тим на два Светска првенства, 1954. и 1958, био је у селекторској комисији на Европском првенству 1960. када је Југославија заузела друго место, као и на Олимпијским играма 1960. када је репрезентација Југославије освојила злато.
Узор је био касније познатом селектору Миљану Миљанићу, стручњаку који је имао потпуно супротан стил рада, другачије схватање игре, опредељење, начин селекције. Нарочито је инсистирао на томе да се тадашњи млади стручњак не поводи за модом и да не пресађује у наш фудбал оно што су тада практиковали Мађари, Немци, Енглези и Холанђани.
Преминуо је 13. децембра 1992. године у Београду.

### Голови за репрезентацију
| #   | датум               | место                                      | противник | голови | резултат | такмичење               |
| --- | ------------------- | ------------------------------------------ | --------- | ------ | -------- | ----------------------- |
| 1.  | 13. април 1930.     | Стадион БСК, Београд, Југославија          | Бугарска  | 3:1    | 6:1      | пријатељска             |
| 2.  | 15. јун 1930.       | Стадион Васил Левски, Софија, Бугарска     | Бугарска  | 1:2    | 2:2      | пријатељска             |
| 3.  | 14. јул 1930.       | Гран Парк Сентрал, Монтевидео, Уругвај     | Бразил    | 1:0    | 2:1      | Светско првенство 1930. |
| 4.  | 4. октобар 1931.    | Стадион Јунак, Софија, Бугарска            | Бугарска  | 1:0    | 2:3      | Балкански куп 1931.     |
| 5.  | 26. јун 1932.       | Стадион БСК, Београд, Југославија          | Грчка     | 1:1    | 7:1      | Балкански куп 1932.     |
| 6.  | 10. септембар 1933. | Стадион пољске армије, Варшава, Пољска     | Пољска    | 3:4    | 3:4      | пријатељска             |
| 7.  | 3. јун 1934.        | Стадион БСК, Београд, Југославија          | Бразил    | 7:4    | 8:4      | пријатељска             |
| 8.  | 25. децембар 1934.  | Стадион Апостолос Николаидис, Атина, Грчка | Бугарска  | 3:2    | 4:3      | Балкански куп 1934/35.  |
| 9.  | 25. децембар 1934.  | Стадион Апостолос Николаидис, Атина, Грчка | Бугарска  | 4:2    | 4:3      | Балкански куп 1934/35.  |
| 10. | 1. јануар 1935.     | Стадион Апостолос Николаидис, Атина, Грчка | Румунија  | 1:0    | 4:0      | Балкански куп 1934/35.  |
| 11. | 12. јул 1936.       | Стадион Таксим, Истанбул, Турска           | Турска    | 3–2    | 3:3      | пријатељска             |
| 12. | 6. септембар 1936.  | Стадион БСК, Београд, Југославија          | Пољска    | 9:3    | 9:3      | пријатељска             |

## Успеси

### Играч
- Шампион Југославије: 1931, 1933, 1935, 1936, 1938/39.
- Вицешампион Југославије: 1929, 1937/38, 1939/40.
- Првенство Београдског подсавеза: 1929, 1930.
- Полуфинале Светског првенства: 1930.
- Победник Балканског купа: 1934/35.
- Финалиста Балканског купа: 1929/31, 1932, 1933.

### Тренер
- Олимпијски шампион: Рим 1960.
- Европско првенство: Француска 1960.

## Видите још
- Монтевидео, бог те видео!